# Distrito de Shal

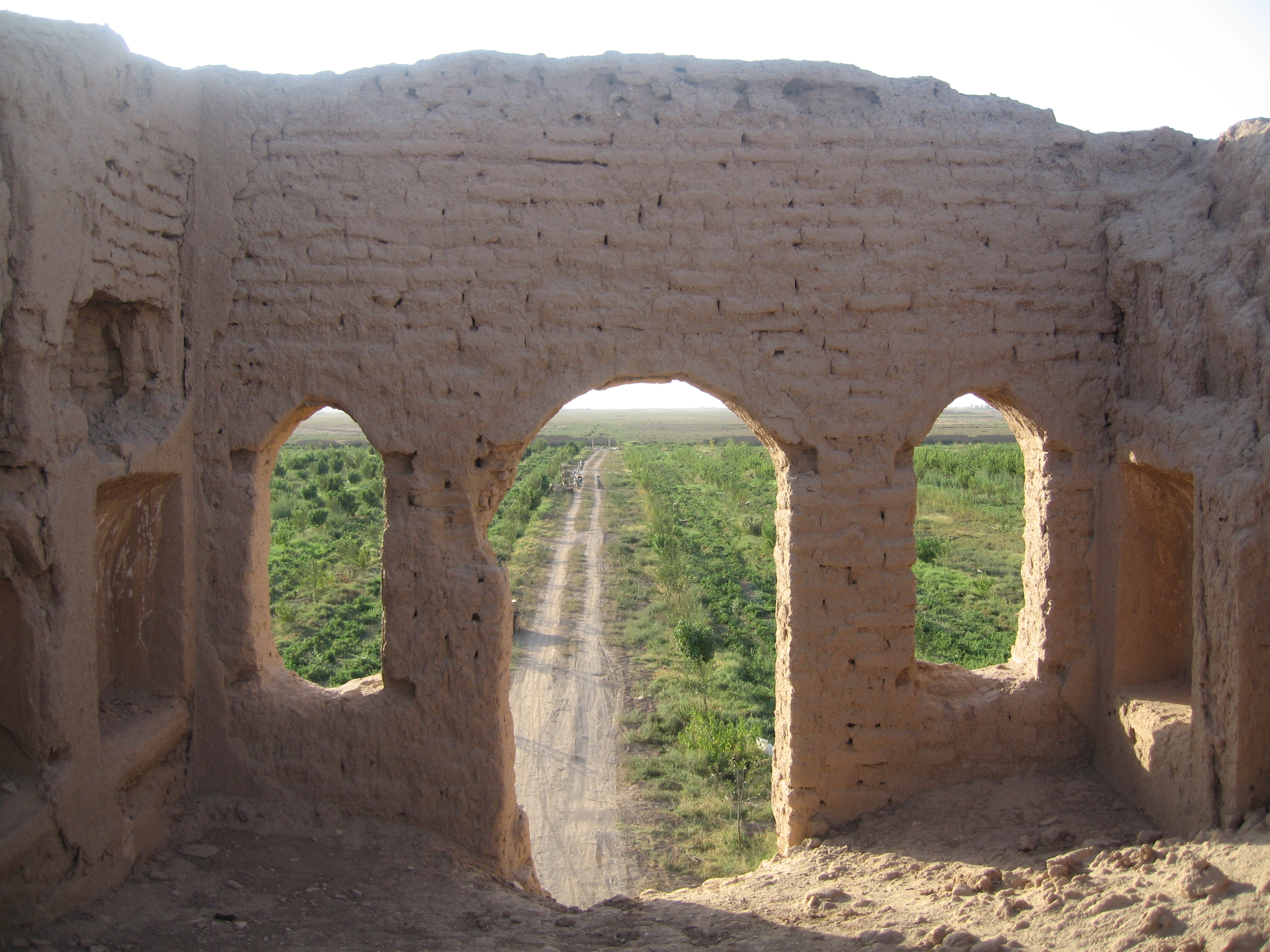
Ruinas cerca de Kheyrabad, Shal

El distrito de Shal (en persa: بخش شال) es un distrito (bajsh) en el condado de Buin-Zahra, provincia de Qazvin, Irán. En el censo de 2006, su población era de 23,572, en 6,373 familias. El distrito tiene una ciudad: Shal. El distrito tiene dos áreas rurales (dehestán): Área Rural de Qalem Hashem y Área Rural de Zeynabad.